# Phrynopus laplacai
Phrynopus laplacai é uma espécie de anfíbio da família Leptodactylidae.
É endémica de Bolívia.
Os seus habitats naturais são: regiões subtropicais ou tropicais húmidas de alta altitude, matagal tropical ou subtropical de alta altitude, campos de altitude subtropicais ou tropicais, pastagens, jardins rurais e florestas secundárias altamente degradadas.